# 1831 w literaturze
Wydarzenia literackie w 1831 roku.

## Wydarzenia
- Warszawianka Casimira Delavigne’a
- 2 marca [18 lutego starego stylu] – ślub Aleksandra Puszkina i Natalii Nikołajewny Gonczarowej
- powstało Towarzystwo Literatury Fińskiej (pierwsze zebranie 16 lutego)
- John Stuart Mill opublikował w tygodniku „Examiner” cykl artykułów składających się na esej The Spirit of the Age (Duch epoki)
- pierwsze wydane „The Sydney Morning Herald”
- William Lloyd Garrison rozpoczął wydawanie czasopisma „The Liberator” (1831-1865), będącego organem północnoamerykańskich abolicjonistów, m.in. American Anti-Slavery Society
- premiery sztuk teatralnych: Marion Delorme Victora Hugo, Antony Aleksandra Dumasa i La maréchale d'Ancre Alfreda de Vigny
- ukończone zostały Listy filozoficzne Piotra Czaadajewa

## Nowe książki
- polskie
  - Juliusz Słowacki – Żmija
- zagraniczne
  - Honoré de Balzac
    - Jaszczur (La Peau de chagrin)
    - Nieznane arcydzieło (Le Chef-d'œuvre inconnu)

  - August Barbier Jambes (cykl wierszy)
  - Robert Montgomery Bird – Gladiator
  - Selina Davenport – The Queen’s Page
  - Benjamin Disraeli – The Young Duke
  - Nikołaj Gogol – Wieczory na chutorze w pobliżu Dikańki (Вечера на хуторе близ Диканьки)
  - Catherine Gore – The Tuileries
  - Christian Dietrich Grabbe – Napoleon albo Sto dni (Napoleon oder Die hundert Tage)
  - Franz Grillparzer – Gra uczuć i fal morskich (Des Meeres und der Liebe Wellen)
  - Ann Hatton – Gerald Fitzgerald
  - Victor Hugo – Katedra Marii Panny w Paryżu (Notre Dame de Paris, Dzwonnik z Notre-Dame)
  - Washington Irving – Voyages and Discoveries of the Companions of Columbus
  - Jules Janin – Barnave
  - Walter Savage Landor – Gebir, Count Julian: and Other Poems
  - Giacomo Leopardi – Canti
  - Edgar Allan Poe – Wiersze (Poems): Do Heleny (To Helen), Lenora (Lenore, pierwotnie A Paean), Uśpiona (The Sleeper), Dolina niepokoju (The Valley of Unrest, pierwotnie The Valley of Nis), Miasto w morzu (The City in the Sea), Israfel
  - Aleksander Puszkin
    - Wystrzał
    - Eugeniusz Oniegin (pisany w l. 1823-1831, wydawany we fragmentach 1825-1832, całość – 1833)

  - George Sand
    - Rose et Blanche (wspólnie z Jules’em Sandeau)
    - Indiana

  - Wilhelmina Stålberg – Poetiska försök
  - Mihály Vörösmarty – A két szomszédvár
  - Michaił Zagoskin – Rosławlew, albo Rosjanie w 1812 roku (Рославлев, или Русские в 1812 году)

## Urodzili się
- 3 stycznia – Gustaw Adolf Gebethner, polski księgarz i wydawca (zm. 1901)
- 26 stycznia – Mary Mapes Dodge, amerykańska pisarka, autorka literatury dziecięcej (zm. 1905)
- 21 lutego – Henri Meilhac, francuski dramaturg i librecista (zm. 1897)
- 5 marca [16 lutego starego stylu] – Nikołaj Leskow, rosyjski prozaik (zm. 1895)
- 14 lipca [2 lipca] – Aleksander Hilferding, rosyjski etnograf i filolog (zm. 1872)
- 12 sierpnia [31 lipca] – Helena Bławatska, rosyjska pisarka i teozof (zm. 1891)
- 5 września – Victorien Sardou, francuski dramaturg (zm. 1908)
- 8 września – Wilhelm Raabe, niemiecki pisarz (zm. 1910)
- 20 września – Hedwig Dohm, niemiecka pisarka (zm. 1919)
- 3 listopada – Ignatius Donnelly, amerykański pisarz, pseudohistoryk i polityk (zm. 1901)

## Zmarli
- 2 stycznia – Barthold Georg Niebuhr, duński i niemiecki historyk (ur. 1776)
- 14 stycznia – Henry Mackenzie, szkocki powieściopisarz (ur. 1745)
- 21 stycznia – Ludwig Achim von Arnim, niemiecki poeta (ur. 1781)
- 25 stycznia – Ernst August Friedrich Klingemann, niemiecki pisarz (ur. 1777)
- 26 stycznia [14 stycznia] – Anton Delwig, rosyjski poeta, redaktor i wydawca
- 25 lutego – Friedrich Maximilian Klinger, niemiecki pisarz, autor dramatu Sturm und Drang, którego tytuł stał się eponimem okresu w literaturze niemieckiej (ur. 1752)
- 4 kwietnia – Isaiah Thomas, amerykański publicysta (ur. 1749)
- 30 czerwca – William Roscoe, angielski historyk i poeta (ur. 1753)
- 2 października – José Agostinho de Macedo, portugalski poeta (ur. 1761)
- 14 listopada – Georg Wilhelm Friedrich Hegel, niemiecki filozof (ur. 1770)
- 18 grudnia – Willem Bilderdijk, holenderski poeta, filolog, historyk (ur. 1756)
- 26 grudnia – Henry Louis Vivian Derozio, hinduski poeta i działacz „bengalskiego odrodzenia” (ur. 1809)